# Bucareli-akkoorden
De Bucareli-akkoorden waren een serie verdragen die getekend werden door de Verenigde Staten en Mexico op 13 augustus 1923.
De Bucareli-akkoorden waren voornamelijk ingegeven door de wens van de Mexicaanse president Álvaro Obregón om diens regering erkend te krijgen door de Verenigde Staten. De Amerikaanse regering wilde in ruil daarvoor garanties dat Amerikaanse bezittingen niet genationaliseerd zouden worden zoals voorgeschreven door de Mexicaanse grondwet van 1917. De Mexicaanse regering beloofde grondwetsartikel 27, waarin was vastgelegd dat natuurlijke hulpbronnen eigendom waren van alle Mexicanen namens de Mexicanen niet retro-actief toe te passen, met andere woorden dat olieconcessies die getekend waren voor 1917 niet zouden worden genationaliseerd. Tevens beloofde Obregón schadeloosstelling voor Amerikanen die schade hadden geleden tijdens de Mexicaanse Revolutie.
De Bucareli-akkoorden kwamen Obregón op veel kritiek te staan, er werd hem verweten Mexico verkocht te hebben aan de Verenigde Staten. De Liberaal Constitutionalistische Partij (PLC) en de Nationaal Coöperativistische Partij (PCN) verzetten zich tegen de akkoorden. Voor Adolfo de la Huerta was het tekenen van de Bucareli-akkoorden een van de redenen voor zijn opstand later hetzelfde jaar.